# Persil (détergent)
Pour les articles homonymes, voir Persil (homonymie).

Logo de Persil

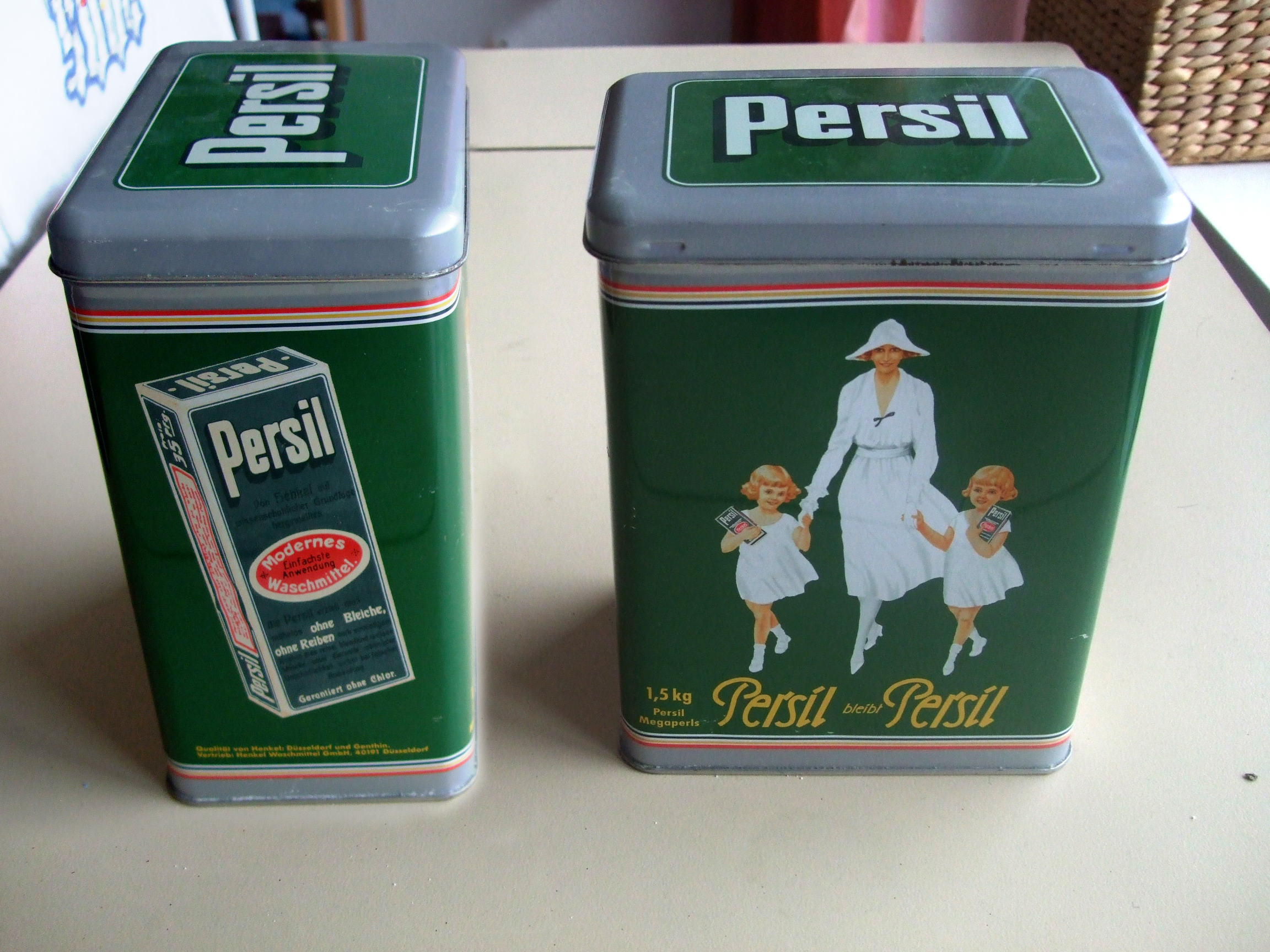
De vieilles boîtes Persil

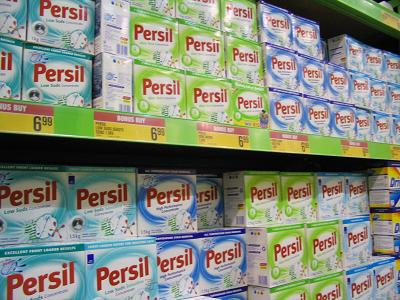
Des produits Persil en magasin

Persil est la marque déposée d'un détergent à lessive fabriqué et commercialisé, suivant les pays, par Henkel ou par Unilever. 

## Histoire
La société allemande Henkel invente en 1907 une poudre à laver qu'elle commercialise sous la marque Persil. La marque provient du nom des deux ingrédients originaux : Perborate de sodium et silicate de sodium, mais elle est peu reconnue à l'international. Elle est notamment difficile à prononcer en hindi et évoque une plante aromatique, le persil, en français.
En France, le Marseillais Jules Ronchetti, avait lancé un savon sous la marque Le Persil en 1906. Pendant la Grande Guerre, la société d'Électro-Chimie, concessionnaire pour la France de la lessive Henkel, signe un accord avec Ronchetti par lequel il renonce à vendre des détergents sous la marque Persil.
Il en a découlé une bataille juridique qui a abouti en 1927 un accord réservant l'usage de la marque à la société anglaise Lever Brothers (qui a racheté la société de Jules Ronchetti) en France et Royaume-Uni, et à la société allemande Henkel dans le reste du monde.
Au XXIe siècle, ce produit apparaît régulièrement à la télévision britannique et fait son apparition au Canada.

## Commercialisation
Persil est commercialisé par Henkel dans une grande partie de l'Europe, aux Etats-Unis et au moyen-Orient, tandis que c'est Unilever qui possède la marque en France, au Royaume-Uni, en Amérique latine, en Chine et en Malaisie. Elle a acquis des droits sur la marque en 1919. 
Au Royaume-Uni, Unilever fabrique ce détersif sous les formes dites biologique et non biologique, cette dernière étant souvent présentée comme « plus douce pour la peau ». Ce n'est que dans ce pays que cette distinction est faite. 
La marque est distribuée en France sous le nom de la lessive Le Chat.